# Canoagem nos Jogos Olímpicos de Verão de 2024
Os eventos de canoagem nos Jogos Olímpicos de Verão de 2024 em Paris, França foram compostas por duas modalidades principais: a canoagem slalom, disputada entre 27 de julho e 5 de agosto, e a canoagem de velocidade, entre 6 e 10 de agosto de 2024. Todos os eventos foram realizados no Estádio Náutico de Vaires-sur-Marne, na Ilha de França.
À semelhança das edições anteriores, a competição contou com dezesseis eventos, mas com algumas alterações no programa. As categorias C-2 e K-2 1000 metros masculino foram substituídas pela metade de sua distância, tornando-se C-2 e K-2 500 metros, para alinhar com os respectivos eventos femininos. Essa edição também marcou a estreia do caiaque cross slalom masculino e feminino, como parte do movimento olímpico pela igualdade de gênero, em substituição às provas masculina e feminina do K-1 200 m.

## Qualificação
O Comitê Olímpico Internacional (COI) e a Federação Internacional de Canoagem (ICF) lançaram um novo sistema de qualificação para a canoagem slalom e de velocidade nos Jogos Olímpicos de 2024.
Para os eventos de slalom, os homens e as mulheres competiram cada um no C-1, K-1 e no inaugural caiaque cross. As vagas de cota foram alocadas para os Comitês Olímpicos Nacionais (CON), não para os canoístas especificamente, com cada CON sendo limitados a um barco para cada evento. Na canoagem de velocidade, os CONs são limitados a dois barcos por evento, com um máximo de seis por gênero no caiaque e um máximo de três por gênero na canoa, constituindo uma lista de dezoito canoístas. Assim como no slalom, o caminho de qualificação garante vagas aos CON e não necessariamente àqueles que ganham uma vaga, cabendo aos CONs determinar seus competidores.

## Calendário
A canoagem slalom abriu as disputas em 27 de julho com as eliminatórias do C1 masculino e da K1 feminino, decorrendo até 5 de agosto com as estreias do caiaque cross. As competições da canoagem de velocidade se iniciaram no dia seguinte e finalizaram em 10 de agosto de 2024.
| TT | Tomada de tempo | E | Eliminatórias | ¼ | Quartas de final | ½ | Semifinais | PF | Pequena final | F | Final |

| DataEvento              | Sab 27 jul | Dom 28 jul | Dom 28 jul | Seg 29 jul | Seg 29 jul | Ter 30 jul | Qua 31 jul | Qua 31 jul | Qui 1 ago | Qui 1 ago | Sáb 3 ago | Dom 4 ago | Seg 5 ago | Seg 5 ago | Seg 5 ago | Seg 5 ago |
| ----------------------- | ---------- | ---------- | ---------- | ---------- | ---------- | ---------- | ---------- | ---------- | --------- | --------- | --------- | --------- | --------- | --------- | --------- | --------- |
| C-1 masculino           | E          |            |            | ½          | F          |            |            |            |           |           |           |           |           |           |           |           |
| K-1 masculino           |            |            |            |            |            | E          |            |            | ½         | F         |           |           |           |           |           |           |
| Caiaque cross masculino |            |            |            |            |            |            |            |            |           |           | TT        | E         | ¼         | ½         | PF        | F         |
| C-1 feminino            |            |            |            |            |            | E          | ½          | F          |           |           |           |           |           |           |           |           |
| K-1 feminino            | E          | ½          | F          |            |            |            |            |            |           |           |           |           |           |           |           |           |
| Caiaque cross feminino  |            |            |            |            |            |            |            |            |           |           | TT        | E         | ¼         | ½         | PF        | F         |

| DataEvento           | Ter 6 ago | Ter 6 ago | Qua 7 ago | Qua 7 ago | Qui 8 ago | Qui 8 ago | Sex 9 ago | Sex 9 ago | Sáb 10 ago | Sáb 10 ago |
| -------------------- | --------- | --------- | --------- | --------- | --------- | --------- | --------- | --------- | ---------- | ---------- |
| C-1 1000 m masculino |           |           | E         | ¼         |           |           |           |           | ½          | F          |
| C-2 500 m masculino  | E         | ¼         |           |           | ½         | F         |           |           |            |            |
| K-1 1000 m masculino | E         | ¼         |           |           |           |           |           |           | ½          | F          |
| K-2 500 m masculino  |           |           | E         | ¼         |           |           | ½         | F         |            |            |
| K-4 500 m masculino  | E         | E         |           |           | ½         | F         |           |           |            |            |
| C-1 200 m feminino   |           |           | E         | ¼         |           |           | ½         | F         |            |            |
| C-2 500 m feminino   | E         | ¼         |           |           | ½         | F         |           |           |            |            |
| K-1 500 m feminino   | E         | ¼         |           |           |           |           |           |           | ½          | F          |
| K-2 500 m feminino   |           |           | E         | ¼         |           |           | ½         | F         |            |            |
| K-4 500 m feminino   | E         | E         |           |           | ½         | F         |           |           |            |            |

## Nações participantes
Ao todo, 59 CONs enviaram seus canoístas qualificados, além da equipe de Atletas Individuais Neutros. Entre parênteses encontra-se representada a quantidade de competidores.
- RSA África do Sul (4)
- GER Alemanha (23)
- AND Andorra (1)
- ANG Angola (2)
- ALG Argélia (1)
- ARG Argentina (2)
- AIN Atletas Individuais Neutros (5)
- AUS Austrália (15)
- AUT Áustria (3)
- BEL Bélgica (3)
- BRA Brasil (8)
- BUL Bulgária (1)
- CAN Canadá (15)
- KAZ Cazaquistão (6)
- CZE Chéquia (11)
- CHI Chile (3)
- CHN China (18)
- COL Colômbia (1)
- COM Comores (1)
- CRO Croácia (2)
- CUB Cuba (3)
- DEN Dinamarca (7)
- EGY Egito (1)
- EOR Equipe Olímpica de Refugiados (4)
- SVK Eslováquia (4)
- SLO Eslovênia (4)
- ESP Espanha (21)
- USA Estados Unidos (5)
- FRA França (13)
- GBR Grã-Bretanha (4)
- GUM Guam (1)
- HUN Hungria (16)
- IRI Irã (2)
- IRL Irlanda (4)
- ITA Itália (7)
- JPN Japão (4)
- LTU Lituânia (5)
- MAR Marrocos (2)
- MEX México (3)
- MDA Moldávia (3)
- NGR Nigéria (2)
- NOR Noruega (4)
- NZL Nova Zelândia (12)
- NED Países Baixos (5)
- POL Polônia (15)
- POR Portugal (4)
- ROU Romênia (3)
- SAM Samoa (2)
- STP São Tomé e Príncipe (1)
- SEN Senegal (2)
- SRB Sérvia (8)
- SGP Singapura (1)
- SWE Suécia (5)
- SUI Suíça (2)
- TPE Taipé Chinês (3)
- TUN Tunísia (2)
- UKR Ucrânia (9)
- URU Uruguai (1)
- UZB Uzbequistão (3)
- VIE Vietnã (1)

## Medalhistas

### Slalom
Masculino
| Evento                 | Ouro                           | Prata                          | Bronze                     |
| ---------------------- | ------------------------------ | ------------------------------ | -------------------------- |
| C-1 detalhes           | Nicolas Gestin FRA França      | Adam Burgess GBR Grã-Bretanha  | Matej Beňuš SVK Eslováquia |
| K-1 detalhes           | Giovanni De Gennaro ITA Itália | Titouan Castryck FRA França    | Pau Echaniz ESP Espanha    |
| Caiaque cross detalhes | Finn Butcher NZL Nova Zelândia | Joseph Clarke GBR Grã-Bretanha | Noah Hegge GER Alemanha    |

Feminino
| Evento                 | Ouro                      | Prata                         | Bronze                           |
| ---------------------- | ------------------------- | ----------------------------- | -------------------------------- |
| C-1 detalhes           | Jessica Fox AUS Austrália | Elena Lilik GER Alemanha      | Evy Leibfarth USA Estados Unidos |
| K-1 detalhes           | Jessica Fox AUS Austrália | Klaudia Zwolińska POL Polônia | Kimberley Woods GBR Grã-Bretanha |
| Caiaque cross detalhes | Noemie Fox AUS Austrália  | Angèle Hug FRA França         | Kimberley Woods GBR Grã-Bretanha |

### Velocidade
Masculino
| Evento                   | Ouro                                                                   | Prata                                                                                 | Bronze                                                                       |
| ------------------------ | ---------------------------------------------------------------------- | ------------------------------------------------------------------------------------- | ---------------------------------------------------------------------------- |
| C-1 1000 metros detalhes | Martin Fuksa CZE Chéquia                                               | Isaquias Queiroz BRA Brasil                                                           | Serghei Tarnovschi MDA Moldávia                                              |
| C-2 500 metros detalhes  | Liu Hao Ji Bowen CHN China                                             | Gabriele Casadei Carlo Tacchini ITA Itália                                            | Joan Antoni Moreno Diego Domínguez ESP Espanha                               |
| K-1 1000 metros detalhes | Josef Dostál CZE Chéquia                                               | Ádám Varga HUN Hungria                                                                | Bálint Kopasz HUN Hungria                                                    |
| K-2 500 metros detalhes  | Jacob Schopf Max Lemke GER Alemanha                                    | Bence Nádas Sándor Tótka HUN Hungria                                                  | Jean van der Westhuyzen Thomas Green AUS Austrália                           |
| K-4 500 metros detalhes  | Max Rendschmidt Max Lemke Jacob Schopf Tom Liebscher-Lucz GER Alemanha | Riley Fitzsimmons Pierre van der Westhuyzen Jackson Collins Noah Havard AUS Austrália | Saúl Craviotto Carlos Arévalo Marcus Cooper Walz Rodrigo Germade ESP Espanha |

Feminino
| Evento                  | Ouro                                                                      | Prata                                                              | Bronze                                                                 |
| ----------------------- | ------------------------------------------------------------------------- | ------------------------------------------------------------------ | ---------------------------------------------------------------------- |
| C-1 200 metros detalhes | Katie Vincent CAN Canadá                                                  | Nevin Harrison USA Estados Unidos                                  | Yarisleidis Cirilo CUB Cuba                                            |
| C-2 500 metros detalhes | Xu Shixiao Sun Mengya CHN China                                           | Liudmyla Luzan Anastasiia Rybachok UKR Ucrânia                     | Sloan MacKenzie Katie Vincent CAN Canadá                               |
| K-1 500 metros detalhes | Lisa Carrington NZL Nova Zelândia                                         | Tamara Csipes HUN Hungria                                          | Emma Jørgensen DEN Dinamarca                                           |
| K-2 500 metros detalhes | Lisa Carrington Alicia Hoskin NZL Nova Zelândia                           | Tamara Csipes Alida Dóra Gazsó HUN Hungria                         | Paulina Paszek Jule Hake GER Alemanha Noémi Pupp Sára Fojt HUN Hungria |
| K-4 500 metros detalhes | Lisa Carrington Alicia Hoskin Olivia Brett Tara Vaughan NZL Nova Zelândia | Paulina Paszek Jule Hake Pauline Jagsch Sarah Brüßler GER Alemanha | Noémi Pupp Sára Fojt Tamara Csipes Alida Dóra Gazsó HUN Hungria        |

## Quadro de medalhas
| Ordem | País               | Medalha de ouro | Medalha de prata | Medalha de bronze |    | Ordem por total |
| ----- | ------------------ | --------------- | ---------------- | ----------------- | -- | --------------- |
| 1     | NZL Nova Zelândia  | 4               |                  |                   | 4  | 4               |
| 2     | AUS Austrália      | 3               | 1                | 1                 | 5  | 3               |
| 3     | GER Alemanha       | 2               | 2                | 2                 | 6  | 2               |
| 4     | CZE Chéquia        | 2               |                  |                   | 2  | 8               |
|       | CHN China          | 2               |                  |                   | 2  | 8               |
| 6     | FRA França         | 1               | 2                |                   | 3  | 6               |
| 7     | ITA Itália         | 1               | 1                |                   | 2  | 8               |
| 8     | CAN Canadá         | 1               |                  | 1                 | 2  | 8               |
| 9     | HUN Hungria        |                 | 4                | 3                 | 7  | 1               |
| 10    | GBR Grã-Bretanha   |                 | 2                | 2                 | 4  | 4               |
| 11    | USA Estados Unidos |                 | 1                | 1                 | 2  | 8               |
| 12    | BRA Brasil         |                 | 1                |                   | 1  | 13              |
|       | POL Polônia        |                 | 1                |                   | 1  | 13              |
|       | UKR Ucrânia        |                 | 1                |                   | 1  | 13              |
| 15    | ESP Espanha        |                 |                  | 3                 | 3  | 6               |
| 16    | CUB Cuba           |                 |                  | 1                 | 1  | 13              |
|       | DEN Dinamarca      |                 |                  | 1                 | 1  | 13              |
|       | SVK Eslováquia     |                 |                  | 1                 | 1  | 13              |
|       | MDA Moldávia       |                 |                  | 1                 | 1  | 13              |
| TOTAL | TOTAL              | 16              | 16               | 17                | 49 | —               |